# Xiphophorus meyeri
Xiphophorus meyeri är en fiskart som beskrevs av Manfred Schartl och Johannes Horst Schröder 1988. Den ingår i släktet Xiphophorus och familjen Poeciliidae. Internationella naturvårdsunionen (IUCN) kategoriserar arten globalt som starkt hotad ("EN"). Inga underarter finns listade i Catalogue of Life.